# Réserve naturelle régionale du plan d'eau de Reichshoffen
La réserve naturelle régionale du plan d'eau de Reichshoffen (RNR290) est une réserve naturelle régionale située en Alsace en région Grand Est. Classée en 1992 comme réserve naturelle volontaire, elle occupe une surface de 24,16 hectares au sein du Parc naturel régional des Vosges du Nord. Elle a été reclassée en 2014 en réserve naturelle régionale et englobe le plan d'eau de Wolfartshoffen.

## Localisation

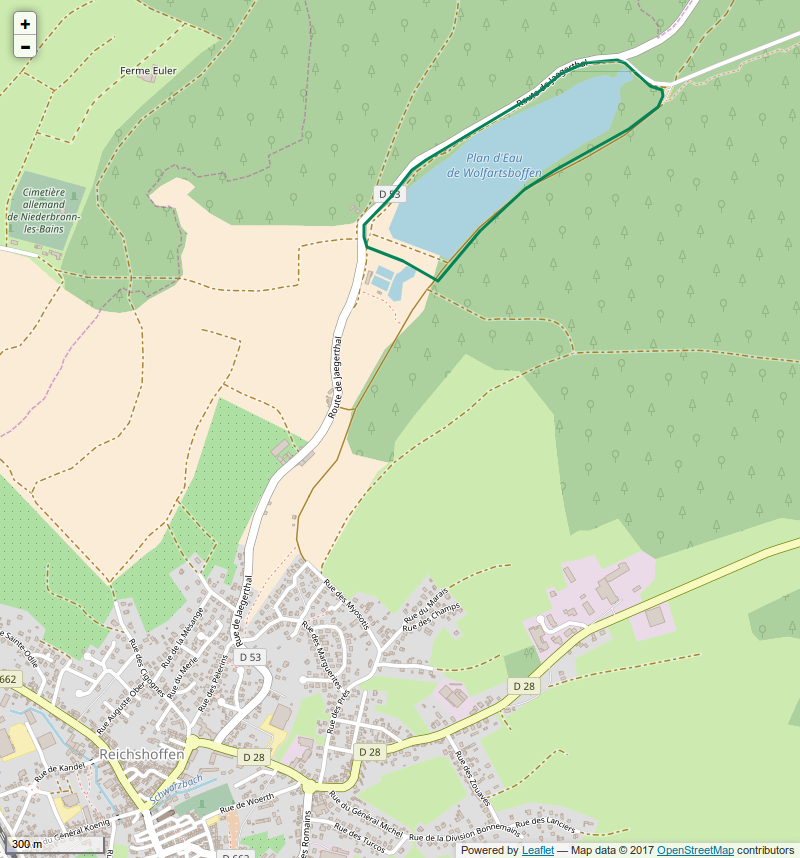
Périmètre de la réserve naturelle.

Au sein du Parc naturel régional des Vosges du Nord, le territoire de la réserve naturelle est dans le département du Bas-Rhin en Alsace, sur la commune de Reichshoffen et à 2 km au nord-est de celle-ci. Il couvre une surface de 24,16 hectares à une altitude d'environ 190 m au lieu-dit Wolfartshoffen.

## Histoire du site et de la réserve
Le plan d'eau a été mis en eau en 1982 pour régulariser le débit du Schwarzbach et sécuriser le village contre les inondations. Le lieu est alors aménagé pour le tourisme de proximité.
Une réserve naturelle volontaire est créée en 1992 pour protéger le site.
Le reclassement en réserve naturelle régionale intervient en novembre 2014.

## Écologie (biodiversité, intérêt écopaysager…)
Le paysage est marqué par un fort relief qui confère au site des caractéristiques « alpines ». Outre le plan d'eau, on y trouve des milieux humides : cariçaie, phragmitaie, saulaie, aulnaie.

### Flore
La flore compte le Lychnis fleur de coucou, l'Orchis de mai, l'Orchis incarnat et l'Iris faux acore.

### Faune

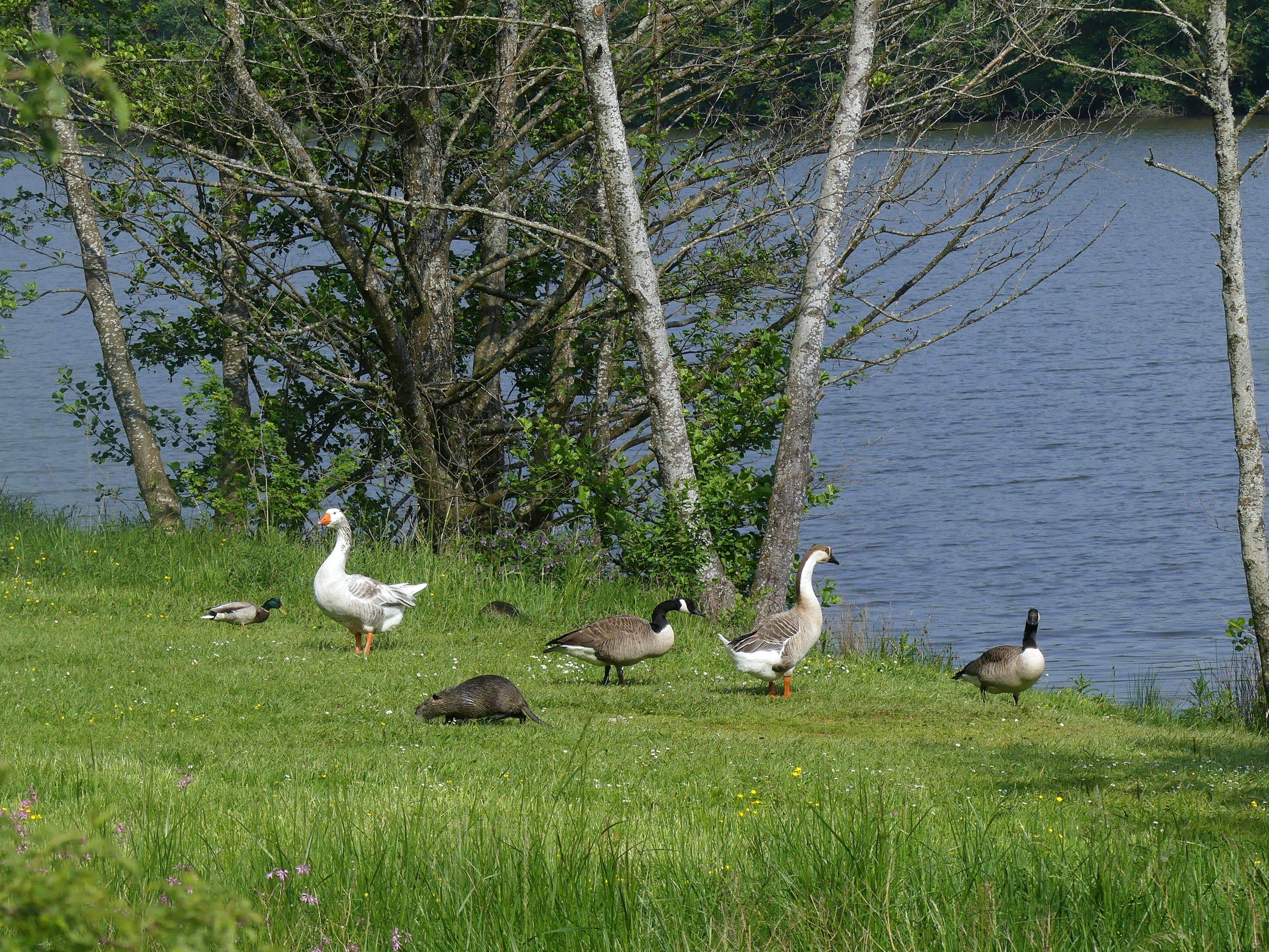
Palmipèdes et ragondins sur les rives du plan d'eau.

L'avifaune, essentiellement liée au plan d'eau, compte environ 130 espèces dont une quarantaine sont nicheuses (Grèbe huppé, Rousserolle effarvatte, Bruant des roseaux). Parmi les oiseaux hivernants, on compte les Fuligules morillon et milouin, le Canard pilet, le Grèbe castagneux. Lors des migrations, on peut observer le Chevalier guignette, le Balbuzard pêcheur, le Garrot à œil d'or ou la Mouette rieuse. 
Dans les mammifères, on recense le Rat des moissons, le Putois et le Vespertilion de Daubenton.
Les batraciens comptent le Crapaud commun, la Grenouille rousse, la Grenouille verte, le Triton palmé et le Sonneur à ventre jaune (mares).
Dans les invertébrés, on peut signaler le Cuivré des marais.

## Intérêt touristique et pédagogique
Un chemin permet de faire le tour du plan d'eau. Une aire de pique-nique et un sentier botanique sont installés à proximité. Le plan d'eau dispose d'un poste d'observation.

## Administration, plan de gestion, règlement
L’administration et la gestion de la réserve sont conjointement assurées par :
- SYCOPARC Vosges du Nord,
- Commune de Reichshoffen.

### Outils et statut juridique
La réserve naturelle volontaire a été créée par un arrêté du 29 juin 1992.
La réserve naturelle régionale a été créée par une délibération du Conseil régional du 14 novembre 2014.